# مری‌ویل (میزوری)
مری‌ویل (به انگلیسی: Maryville) شهری در شهرستان نوداوی ایالت میزوری است که جمعیت آن در سرشماری سال ۲۰۱۰ میلادی ۱۱٫۹۷۲ نفر بوده است.